# Benjamín Noval
Noval  González est un nom espagnol. Le premier nom de famille, en général paternel, est Noval ; le second, en général maternel, souvent omis, est González.
Benjamín Noval González, né le 23 janvier 1979 à Mieres, est un coureur cycliste espagnol, professionnel de 2001 à 2013, qui a été équipier de Lance Armstrong et d'Alberto Contador.

## Biographie
Benjamín Noval commence sa carrière professionnelle en 2001 chez Relax-Fuenlabrada. En 2002, il termine 9e du Tour de Catalogne, et en remporte le classement par points. Il se classe ensuite cinquième et sixième aux championnats d'Espagne lors du contre-la-montre et de la course en ligne. En septembre, il participe au Tour d'Espagne, qu'il abandonne après la 4e étape. En 2003, il est 11e du Tour du Pays basque, 6e du Tour de Catalogne, 4e du championnat d'Espagne du contre-la-montre et 3e de la course en ligne. Il termine son deuxième Tour d'Espagne à la 45e place.
En 2004, il est recruté par l'équipe américaine US Postal Service-Berry Floor, dirigée par Johan Bruyneel, qui devient Discovery Channel en 2005. Avec cette équipe, il participe à deux des sept victoires de Lance Armstrong au Tour de France, en 2004 et 2005. En 2006, participe au Tour sans Armstrong. En 2007, il épaule cette fois Alberto Contador lors de sa première victoire au Tour de France. Il se blesse durant cette course en percutant une vitre d'une voiture de l'équipe Bouygues Telecom.
À la disparition de l'équipe Discovery Channel, il s'engage avec l'équipe Astana, en compagnie de plusieurs coureurs de Discovery Channel, dont Alberto Contador, et de membres de l'encadrement de celle-ci, dont le manager Johan Bruyneel. Astana n'est pas retenue pour le Tour de France en raison des cas de dopage parmi ses coureurs en 2007. Elle se voit également refuser une invitation au Tour d'Italie, puis y est conviée une semaine avant le départ. Appelé pour y participer aux côtés de Contador en remplacement de Dmitriy Muravyev, Benjamin Noval, malade, est remplacé par Steve Morabito,. Durant l'été, il participe au Tour d'Espagne, que remporte Contador. En 2009, bien que Contador souhaite sa présence à ses côtés lors du Tour de France, Johan Bruyneel, qui fait face à d'autres souhaits de Lance Armstrong, lui préfère Grégory Rast.
En 2011, il rejoint l'équipe Saxo Bank-Sungard, à la demande de Contador, en compagnie de Jesús Hernández et Daniel Navarro,.
Blessé à l'index gauche par un photographe lors de la quatrième étape du Tour de France 2013, Noval est contraint à l'abandon quelques jours plus tard lors de la neuvième étape. En fin de saison, il annonce la fin de sa carrière professionnelle.

## Palmarès

### Palmarès amateur
- 1997
  - 2e étape de la Vuelta al Besaya
  - 2e de la Gipuzkoa Klasika
  - 2e de la Vuelta al Besaya
  - 10e du championnat du monde sur route juniors
- 1999
  - Premio PC El Pedal
- 2000
  - 2e du Trofeo Castillo Monjardín
  - 3e du Grand Prix Macario

### Palmarès professionnel
- 2002
  - 9e du Tour de Catalogne
- 2003
  - 3e du championnat d'Espagne sur route
  - 6e du Tour de Catalogne
- 2004
  - 4e étape du Tour de France (contre-la-montre par équipes)
  - 3e de la Clásica de Almería
- 2005
  - 4e étape du Tour de France (contre-la-montre par équipes)

## Résultats sur les grands tours

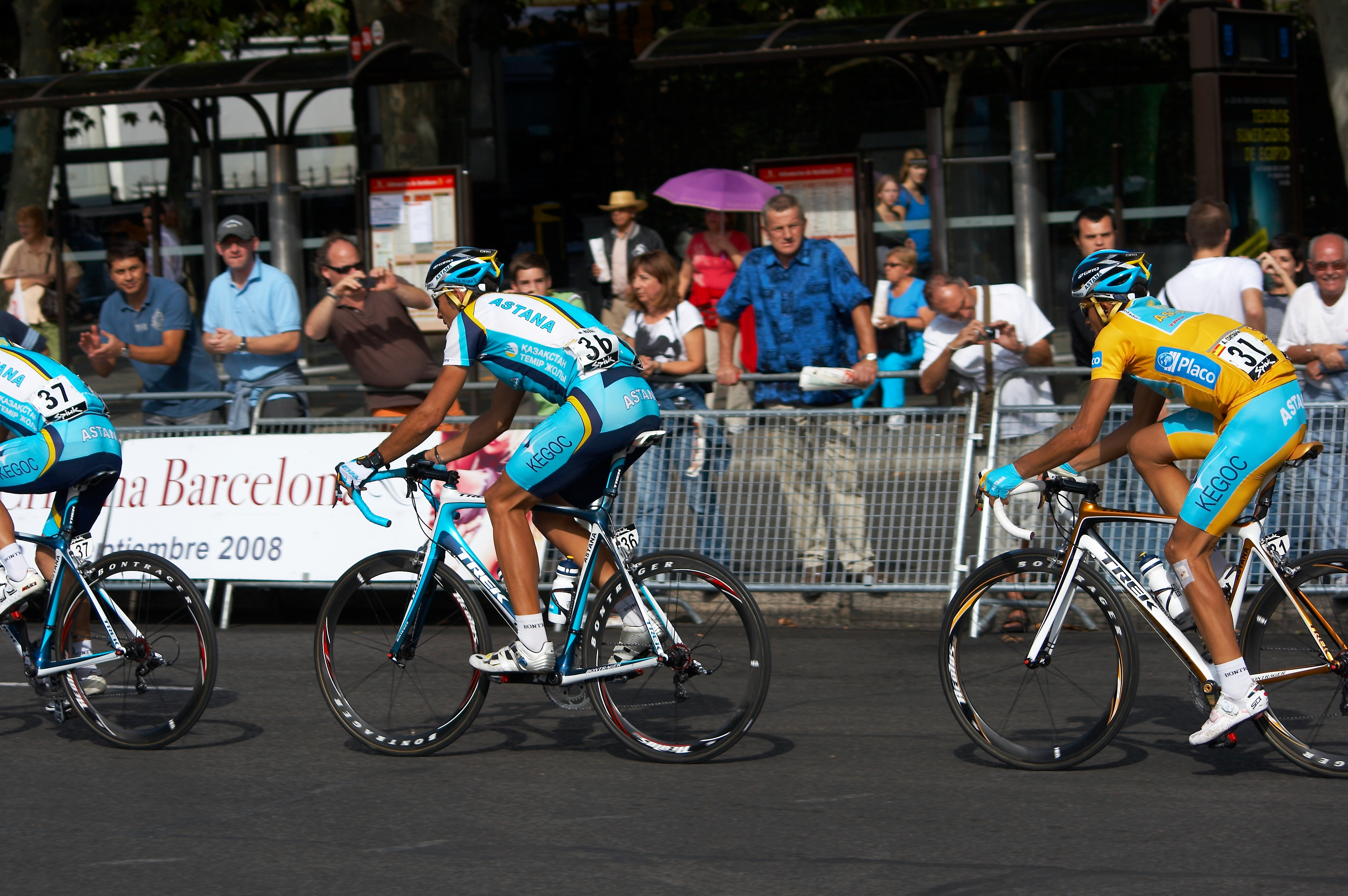
Benjamin Noval devant Alberto Contador à l'arrivée du Tour d'Espagne 2008

### Tour de France
7 participations
- 2004 : 66e, vainqueur de la 4e étape (contre-la-montre par équipes)
- 2005 : 107e, vainqueur de la 4e étape (contre-la-montre par équipes)
- 2006 : abandon (12e étape)
- 2007 : 115e
- 2010 : 104e
- 2011 : 116e
- 2013 : abandon (9e étape)

### Tour d'Espagne
5 participations
- 2002 : non-partant (5e étape)
- 2003 : 45e
- 2005 : 57e
- 2008 : 62e
- 2012 : 108e